# Test sferyczności Mauchly’ego
Test sferyczności Mauchly’ego (ang. Mauchly’s sphericity test) – test statystyczny używany podczas wykonywania procedury analizy wariancji z powtarzanymi pomiarami, służący sprawdzeniu, czy spełnione jest założenie o sferyczności wariancji (a więc jedno z podstawowych założeń analizy wariancji z powtarzanymi pomiarami). Test sferyczności został opracowany przez amerykańskiego fizyka i inżyniera Johna Mauchly’ego.
Załóżmy, że pięciu pacjentów jest poddawanych kolejno trzem terapiom: terapii A, terapii B i terapii C. W tym przypadku założenie o sferyczności wariancji będzie spełnione wtedy, gdy wykaże się, że nie ma istotnej statystycznie różnicy pomiędzy wariancją różnic pomiędzy wynikami terapii A i terapii B, wariancją różnic w terapii A i terapii C oraz wariancją różnic w terapii B i terapii C (tabela 1).
| Pacjent    | Ter. A     | Ter. B     | Ter. C     | Ter. A − Ter. B | Ter. A − Ter. C | Ter. B − Ter. C |
| ---------- | ---------- | ---------- | ---------- | --------------- | --------------- | --------------- |
| 1          | 30         | 27         | 20         | 3               | 10              | 7               |
| 2          | 35         | 30         | 28         | 5               | 7               | 2               |
| 3          | 25         | 30         | 20         | −5              | 5               | 10              |
| 4          | 15         | 15         | 12         | 0               | 3               | 3               |
| 5          | 9          | 12         | 7          | −3              | 2               | 5               |
| Wariancja: | Wariancja: | Wariancja: | Wariancja: | 17              | 10.3            | 10.3            |

Można to również zapisać w formie hipotezy zerowej (zgodnie z którą założenie o sferyczności jest spełnione) oraz w formie hipotezy alternatywnej (założenie o sferyczności jest naruszone).
{\displaystyle H_{0}:\sigma _{{\text{Ter A}}-{\text{Ter B}}}^{2}=\sigma _{{\text{Ter A}}-{\text{Ter C}}}^{2}=\sigma _{{\text{Ter A}}-{\text{Ter C}}}^{2}}
{\displaystyle H_{1}:{\text{Wariancje nie są równe}}.}
Jeżeli założenie o sferyczności nie jest spełnione to można przeprowadzić analizę wariancji z powtarzanymi pomiarami, ale należy przy tym zastosować poprawkę Greenhouse’a-Geissera lub poprawkę Huynha–Feldta.